# Lithocarpus attenuatus
Lithocarpus attenuatus (Skan) Rehder – gatunek roślin z rodziny bukowatych (Fagaceae Dumort.). Występuje naturalnie w południowych Chinach – w prowincji Guangdong (na południu) oraz w regionie autonomiczny Kuangsi (w południowo-zachodniej części). 

## Morfologia
PokrójZimozielone drzewo dorastające do 10–15 m wysokości.
LiścieBlaszka liściowa jest nieco skórzasta i ma kształt od lancetowatego do owalnie eliptycznego. Mierzy 7–13 cm długości oraz 2–4 cm szerokości, jest całobrzega, ma klinową lub zbiegającą po ogonku nasadę i spiczasty wierzchołek. Ogonek liściowy jest owłosiony i ma 13–30 mm długości.
OwoceOrzechy o kulistawym kształcie, dorastają do 20–25 mm długości i 7–12 mm średnicy. Osadzone są pojedynczo w kulistych miseczkach, które mierzą 20–25 mm średnicy. Orzechy otulone są miseczkami do 20% ich długości.

## Biologia i ekologia
Rośnie w wiecznie zielonych lasach. Występuje na wysokości do 1000 m n.p.m. Kwitnie i owocuje od czerwca do października.